# Andre Geim
Andréi Konstantínovich Gueim (del ruso: Андрей Константинович Гейм) (Sochi, 21 de octubre de 1958) es un físico británico nacido en Rusia que trabaja en Inglaterra en la Universidad de Mánchester, conocido sobre todo por su trabajo sobre el grafeno, el desarrollo de la cinta de geco y demostraciones de levitación diamagnética. 
El 5 de octubre de 2010, fue galardonado con el Premio Nobel de Física junto con Konstantín Novosiólov. Previamente, en el año 2000 ganó el Premio Ig Nobel de Física, junto a Michael Berry, por conseguir hacer levitar una rana con imanes, convirtiéndose en la primera persona en ganar un Premio Nobel y un premio Ig Nobel.
Fue galardonado también en 2010 con la medalla Hughes, concedida por la Royal Society «por su descubrimiento revolucionario del grafeno, y la elucidación de sus notables propiedades».
En 2025 el gobierno de Países Bajos canceló la nacionalidad neerlandesa de Geim, la cual había adquirido en la década de 1990.

## Enlaces externos

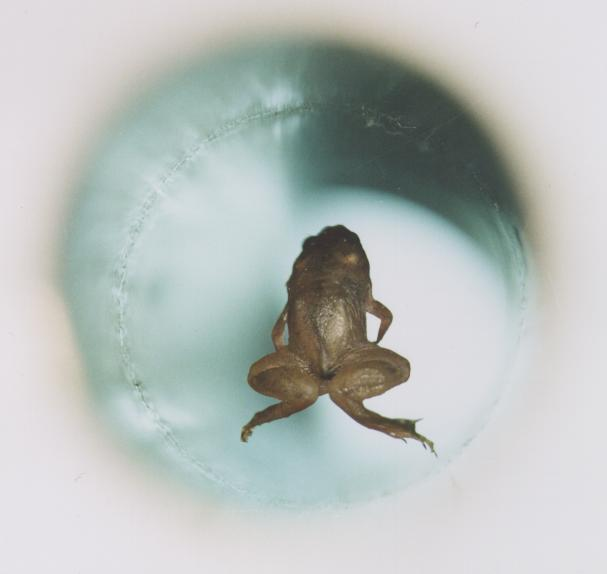
Una rana viva en levitación magnética. Por este experimento, Andréi Gueim de la Universidad de Nimega y Sir Michael Berry de la Universidad de Bristol ganaron en el año 2000 el Premio Ig Nobel de física.

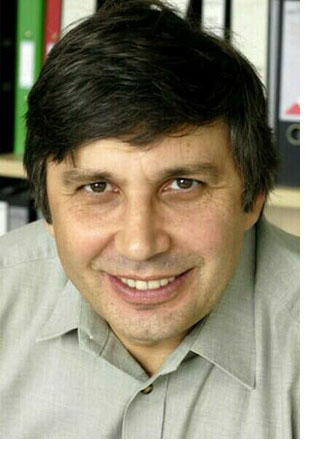
Andréi Gueim en 2007